# Folkpark

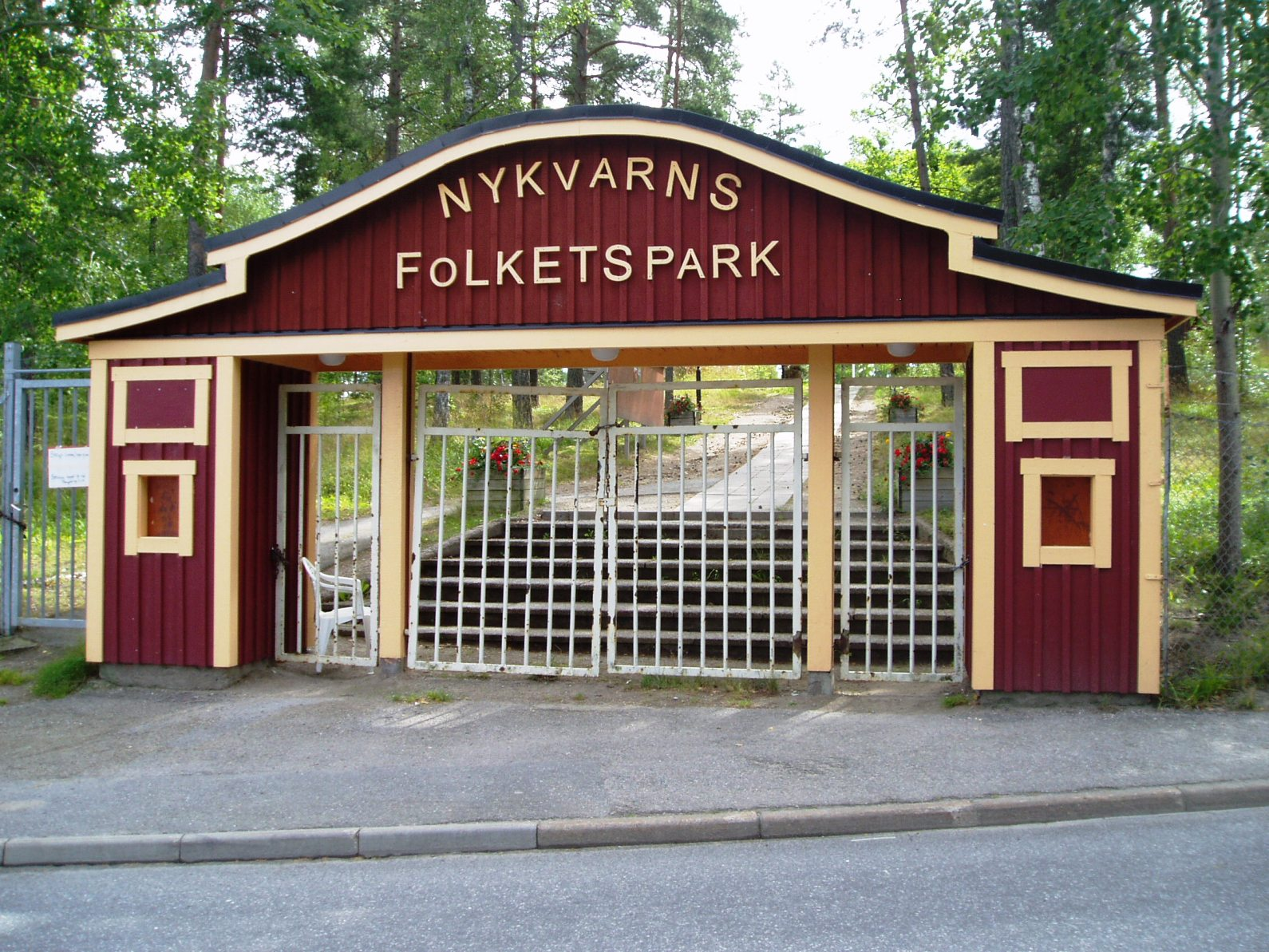
Entrada al folkpark de Nykvarns, en Estocolmo.

Un folkpark (sueco: ‘parque público’) es un espacio de recreación público que usualmente cuenta con áreas verdes, juegos y espacios abiertos. La mayoría de los pueblos y ciudades en Escandinavia cuentan con un folkpark. Estos parques fueron originalmente creados por los sindicatos y movimientos laborales, para que los trabajadores y sus familias contaran con un espacio para la recreación. Los folkparks más grandes cuentan con un escenario para conciertos y otras formas de entretenimiento. Durante el verano, varios artistas aprovechan estos escenarios para realizar giras por distintos folkparks en la región. En otros países, el concepto del folkpark ha sido adoptado para las características de los parques públicos de cada nación.

## Suecia
En el siglo XIX, los movimientos laborales y los sindicatos sugirieron la creación de un espacio público en el que los trabajadores y sus familias pudieran realizar actividades recreativas, incluyendo juegos, bailes y la ingesta de bebidas alcohólicas. Aunque comenzaron como casas y establecimientos, pronto se ampliaron a terrenos con áreas verdes y grandes espacios abiertos en las afueras de las ciudades. 

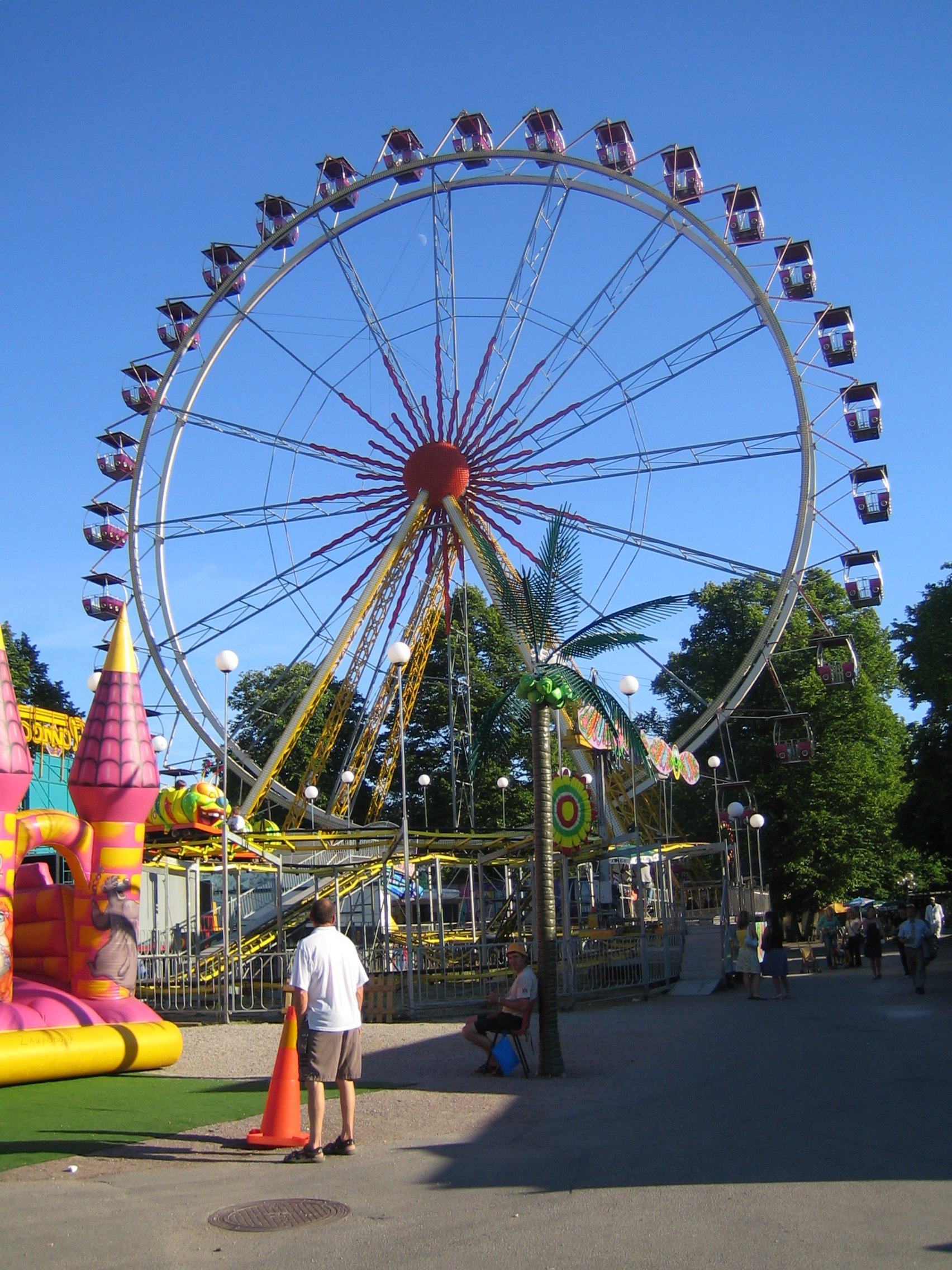
Juegos mecánicos en el folkpark de Malmö, el más antiguo de Suecia.

El primer folkpark de Suecia fue creado en la ciudad de Malmö, en 1893. Aún continúa en el mismo lugar donde se creó, pero debido al crecimiento urbano ahora se encuentra más en el centro que en la periferia de la ciudad. Los siguientes folkparks fueron creados en 1895 en Helsingborg y Lund, en 1896 en Ystad y en 1987 en Trelleborg. Los primeros folkparks en el centro de Suecia se establecieron en Eskilstuna en 1898 y en Västerås en 1899. El folkpark más antiguo de la región septentrional de Suecia es el de Sundsvall, creado en 1902. En 1905 se creó una oficina para la regulación de estos parques, llamada "Folparkerna i Sverige" con sede en Eskilstuna; en 1930 se mudó a Estocolmo. Entre 1955 y 1997 creó 239 folkparks. Hasta 1941, la región de Escania contó con su propia organización para el control y regulación de los parques, "Södra Sveriges". 
Entre 1900 y 1950 el número de folkparks aumentó considerablemente y abarcaron todo el país, incluyendo las áreas rurales. La gente podía disfrutar todos los sábados de un paseo económico y divertido para toda la familia. Desde la década de 1930, los folkparks perdieron su significado político y comenzaron a convertirse en una institución pública y un símbolo de identidad de cada ciudad. Es en esta época que los artistas comenzaron a realizar giras por los folkparks para visitar diversas ciudades promocionando sus actos. 
Desde 1999, "Folkparkerna och Folkets Husrörelsen" es la organización que representa a más de 900 parques en toda Suecia. En 2001, dicha organización reveló que en promedio un folkpark era visitado por 12 millones de personas al año. En 2007, se estimó producían cerca de US$50 millones de ingresos, uno de los principales proveedores de entretenimiento en el país.

## Noruega
En Noruega, se utiliza el término folkpark para referirse a los parques públicos en las zonas urbanas. Algunos de los más conocidos incluyen el Frognerparken y el Bygdø Kongsgård en Oslo y el Hamar park en Hamar. El término en sueco es más utilizado que su correspondiente en noruego, folkepark. En 1935 se propuso la creación del folkpark oficial de Oslo en el parque St. Hanshaugen, tomando como base el parque de atracciones Tivoli en Copenhague, pero el municipio no aceptó.

## China
Después de la victoria de los comunistas en la Revolución china, y la creación de la República Popular China el 1 de octubre de 1949, se llevaron a cabo grandes cambios en las ciudades chinas, la mayoría en el ámbito de la planificación urbana. Una de ellas fue la creación de folkparks (chino tradicional :人民公园, chino simplificado :人民公园, Hanyu Pinyin : Renmin Gongyuan). Un ejemplo destacado es el parque de la ciudad de Shanghái. A pesar de que China es un país con una larga tradición en el campo de los jardines y la arquitectura, antes del ascendo al poder del Partido Comunista muy pocos parques estaban abiertos al público. Anteriormente, la mayoría de las fincas eran propiedad privada y pertenecían a la clase alta china y a extranjeros residentes en China.